# Sin fronteras
Sin Fronteras es el segundo álbum de estudio de la cantante mexicana Dulce María. El álbum tuvo su estreno mundial el 8 de abril de 2014 por Universal Music, y está disponible para su descarga digital en iTunes.
Fue grabado entre 2012 y 2013 en Madrid, Los Ángeles y la Ciudad de México, e incluye once canciones, entre las que destacan «Te quedarás», «Yo sí quería», «Cementerio de los corazones rotos» y «Antes que ver el sol».
A escasas horas de su lanzamiento, se convirtió en número uno en Pop Latino y ocupó el segundo lugar en iTunes México, sumando éxito en países como Brasil, Perú, España, Estados Unidos, Ecuador, Chile, Argentina y Polonia.

## Información del álbum
“Diferente, enérgico y apasionado” son las palabras con las que Dulce María describe su segundo álbum como solista: Sin Fronteras, en el que colaboran Julión Álvarez, Manu Gavassi, Frankie J, Pambo y Naty Botero.

“Estoy muy contenta, fueron dos años construyendo el material. Estoy muy emocionada por el trabajo que se hizo, por las composiciones, por las colaboraciones, todo el material que está en el disco fue hecho con mucha dedicación y mucho esfuerzo por lo que refleja una parte de mí, de mi corazón y de mi historia”

El disco contiene 12 temas que evidencian la versatilidad de Dulce María ya que se incluyen baladas, canciones mid tempo y temas bailables que lo convierten en un álbum muy completo que sin duda, por su calidad, alcanzará los primeros lugares de popularidad.  En “Sin Fronteras” contribuyen con su talento artistas que ejercen varios géneros, tales son los casos de los duetos realizados con Julión Álvarez (“Lágrimas”), la cantante brasileña Manu Gavassi; la cantautora colombiana Naty Botero y los mexicanos Frankie J y Pambo. Esta afortunada diversidad sonora es la que justifica el título de esta nueva obra de Dulce María quien desea derribar las fronteras y lanzar su propuesta a nivel mundial.

## Sencillos
El primer sencillo del álbum fue "Lágrimas", donde la cantante se asoció con Julión Álvarez, la canción fue lanzada oficialmente el lunes 2 de septiembre de 2013. El video de la canción fue lanzado el 5 de noviembre de 2013, donde cuenta con más de 20 millones de visualizaciones.
El segundo sencillo fue la canción "Antes que ver el sol" que fue lanzado el lunes 30 de diciembre de 2013 en iTunes. La canción alcanzó el puesto número 19 en Monitor Latino. La canción tiene una versión en portugués, un dueto con la cantante y actriz brasileña Manu Gavassi. El 10 de marzo del mismo año, el video musical de la canción fue lanzado.
El tercer sencillo del álbum es la canción "O lo haces tú o lo hago yo", se dio a conocer el lunes 19 de mayo durante la presentación del disco en Lunario Del Auditorio Nacional.

## Lista de canciones
| Edición estándar |                                           |                                                   |          |  |
| N.º              | Título                                    | Escritor(es)                                      | Duración |  |
| 1.               | «Si Tú Supieras»                          | Dulce María, Álvaro De La Madrid, Pambo           | 2:32     |  |
| 2.               | «Lágrimas» (con Julión Álvarez)           | Koko Stambuk                                      | 3:20     |  |
| 3.               | «Antes que ver el sol»                    | Coti Sorokin                                      | 3:31     |  |
| 4.               | «Te Quedarás» (con Frankie J)             | Claudia Brant, Coti Sorokin                       | 3:45     |  |
| 5.               | «Corazón En Pausa»                        | Claudia Brant, Coti Sorokin                       | 3:28     |  |
| 6.               | «Después De Hoy»                          | Francisco Oroz, Diego Ortega, Dahiu Rosenblatt    | 2:57     |  |
| 7.               | «Yo Sí Quería»                            | Dulce Maria, José Luis Ortega                     | 4:05     |  |
| 8.               | «Cementerio De Los Corazones Rotos»       | Dulce Maria, Juan Carlos Moguel, Dahiu Rosenblatt | 3:02     |  |
| 9.               | «O lo haces tú o lo hago yo»              | Dulce Maria, Francisco Oroz, Dahiu Rosenblatt     | 3:03     |  |
| 10.              | «Girando En Un Tacón»                     | Daniel Betancourt, Jannette Chao                  | 3:09     |  |
| 11.              | «Shots De Amor» (con Naty Botero y Pambo) | Dulce María, Xuan Long, Juan Carlos Moguel        | 3:10     |  |
| 36:02            |                                           |                                                   |          |  |

| Edición para Brasil |                                                               |              |          |  |
| N.º                 | Título                                                        | Escritor(es) | Duración |  |
| 3.                  | «Antes que ver el sol (Portugués Version)» (con Manu Gavassi) | Coti Sorokin | 3:31     |  |
| 12.                 | «Antes que ver el sol»                                        | Coti Sorokin | 3:31     |  |

| Bonus Track para iTunes |                                           |              |          |  |
| N.º                     | Título                                    | Escritor(es) | Duración |  |
| 12.                     | «Antes que ver el sol» (con Manu Gavassi) | Coti Sorokin | 3:32     |  |
| 13.                     | «En Contra»                               | Malakai      | 3:16     |  |

## Videos musicales
| Año  | Canción                         | Director(a)       |
| ---- | ------------------------------- | ----------------- |
| 2013 | Lágrimas (feat. Julión Álvarez) | David Rousseau    |
| 2014 | Antes que ver el sol            | Christian Cavazos |
| 2014 | O lo haces tú o lo hago yo      | Paco Ibarra       |

## World Tour
| Año  | Tour                        |
| ---- | --------------------------- |
| 2014 | Sin Fronteras On Tour       |
| 2015 | Sin Fronteras Reloaded Tour |